# Ben Jacobson
Ben Jacobson, né le 16 septembre 1983 à Sioux City, est un joueur de basket-ball professionnel américain. Il mesure 1,90 m.

## Biographie
Pendant ses études, Ben Jacobson joue pour l'équipe des Panthers de l'université d'Iowa Northern. Entre 2004 et 2006 avec les Panthers, il se qualifie trois fois consécutivement pour les phases finales NCAA, où les Panthers sont éliminés dès le premier tour à chaque fois.
À la fin de son cursus universitaire, Ben a l'espoir de jouer en NBA avant qu'il ait des problèmes de dos. Après une opération en 2006, il rejoint l'Europe et joue pour le club français de l'Étendard de Brest en Pro B. Il va ensuite jouer en Allemagne pendant quatre matchs avec le club de Mitteldeutscher BC de deuxième division. Il termine la saison en Bundesliga dans le club de Göttingen. Lors de sa troisième saison dans le club, il remporte le titre européen de l'EuroChallenge 2010.

## Clubs
- 2006 - 2007 :  Étendard de Brest (Pro B)
- 2007 - 2008 :  Mitteldeutscher BC (Pro A allemande)
- 2007 - 2008 :  BG 74 Göttingen (Bundesliga)
- 2008 - 2009 :  BG 74 Göttingen (Bundesliga)
- 2009 - 2010 :  BG 74 Göttingen (Bundesliga)
- 2010 - 2011 :  Ikaros (Grèce A1) puis  Boulazac Basket Dordogne (Pro B)

## Palmarès
- Vainqueur de l'EuroChallenge avec BG 74 Göttingen en 2010